# اچ‌ام‌اس تاناتساید (ال۶۹)
اچ‌ام‌اس تاناتساید (ال۶۹) (به انگلیسی: HMS Tanatside (L69)) یک کشتی بود که طول آن ۸۵٫۳ متر (۲۷۹ فوت ۱۰ اینچ) بود. این کشتی در سال ۱۹۴۲ ساخته شد.